# Episodi di American Playhouse (dodicesima stagione)
La dodicesima stagione della serie televisiva American Playhouse è stata trasmessa in anteprima negli Stati Uniti d'America tra il 10 gennaio 1994 e il 23 settembre 1994.
| nº | Titolo originale                            | Titolo italiano | Prima TV USA      | Prima TV Italia |
| -- | ------------------------------------------- | --------------- | ----------------- | --------------- |
| 1  | Armistead Maupin's Tales of the City        |                 | 10 gennaio 1994   |                 |
| 2  | The Sunset Gang                             |                 | 21 marzo 1994     |                 |
| 3  | Brother's Keeper                            |                 | 2 maggio 1994     |                 |
| 4  | Tales from Hollywood (Part 1)               |                 | 10 giugno 1994    |                 |
| 5  | Tales from Hollywood (Part 2)               |                 | 17 novembre 1994  |                 |
| 6  | Tales from Hollywood (Part 3)               |                 | 24 giugno 1994    |                 |
| 7  | Tales from the Crypt (Part 1)               |                 | 8 luglio 1994     |                 |
| 8  | Tales from the Crypt (Part 2)               |                 | 15 luglio 1994    |                 |
| 9  | Tales from the Crypt (Part 3)               |                 | 22 luglio 1994    |                 |
| 10 | Long Shadow                                 |                 | 26 agosto 1994    |                 |
| 11 | Break of Dawn                               |                 | 9 settembre 1994  |                 |
| 12 | In the Wings: Angels in America on Broadway |                 | 23 settembre 1994 |                 |